# Jestem (bài hát của Magdaleny Tul)
Jestem (tạm dịch: Tôi đang...) là bài hát do ca sĩ Magdalena Tul sáng tác, phát hành vào ngày 30 tháng 12 năm 2010, nằm trong album thứ hai của ca sĩ mang tên Brave.
Ngày 14 tháng 2 năm 2011, bài hát này đã giành chiến thắng trong vòng loại Eurovision Song Contest 2011 tại Ba Lan với 44,47% phiếu bầu , đại diện cho Ba Lan tham gia Eurovision Song Contest. Với mục đích vận động bầu chọn, hai phiên bản bổ sung của bài hát được phát hành: "First Class Ticket to Heaven" và "Present" . Ngày 12 tháng 5, bài hát được ca sĩ Tul trình diễn trong vòng bán kết đầu tiên của cuộc thi nhưng xếp ở vị trí thứ 19. Sau cuộc thi, ca sĩ Kate Ryan cho rằng bài hát lẽ ra vào được vòng chung kết nhưng  không được tổ chức OGAE (Tổ chức của những người yêu thích xem Eurovision) đánh giá cao.
Video âm nhạc chính thức của bài hát đăng lên vào ngày 3 tháng 2 năm 2011 trên kênh YouTube của Magdalena Tul. Phiên bản tiếng Anh của bài Jestem là "Present" 

## Danh sách đĩa
- Đĩa đơn CD [12]

1. "Jestem" - 3:03
2. "Present" (Phiên bản tiếng Anh) - 3:03